# Pronleroy
Pronleroy ist eine französische Gemeinde mit 370 Einwohnern (Stand: 1. Januar 2022) im Département Oise in der Region Hauts-de-France (vor 2016 Picardie). Sie liegt im Arrondissement Clermont und ist Teil der Communauté de communes du Plateau Picard und des Kantons Estrées-Saint-Denis (bis 2015 Saint-Just-en-Chaussée). Die Einwohner werden Prompeloniens genannt.

## Geographie
Pronleroy liegt etwa 26 Kilometer ostnordöstlich von Compiègne. Umgeben wird Pronleroy von den Nachbargemeinden Léglantiers im Norden, Montiers im Nordosten, La Neuville-Roy im Osten, Cressonsacq im Südosten, Cernoy im Süden, Noroy und Erquinvillers im Südwesten, Lieuvillers im Westen sowie Angivillers im Nordwesten.

## Einwohner
| 1962                      | 1968 | 1975 | 1982 | 1990 | 1999 | 2006 | 2013 |
| ------------------------- | ---- | ---- | ---- | ---- | ---- | ---- | ---- |
| 232                       | 225  | 202  | 227  | 302  | 382  | 411  | 393  |
| Quelle: Cassini und INSEE |      |      |      |      |      |      |      |

## Sehenswürdigkeiten
Siehe auch: Liste der Monuments historiques in Pronleroy
- Kirche Saint-Fiacre aus dem 12. Jahrhundert, im 16. Jahrhundert wieder aufgebaut, seit 1949 Monument historique
- Schloss aus dem 18. Jahrhundert, seit 1949 Monument historique

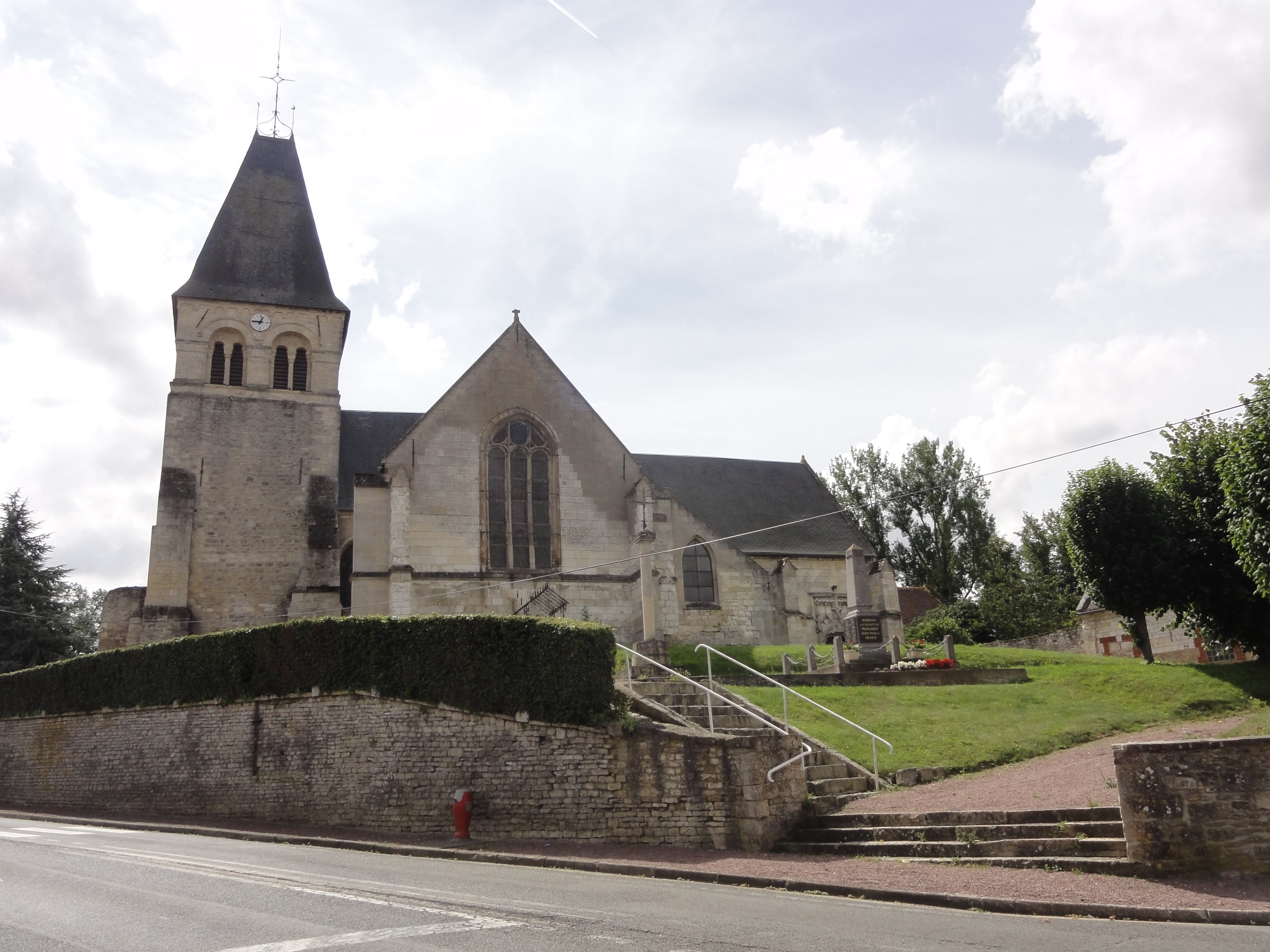
Kirche Saint-Fiacre
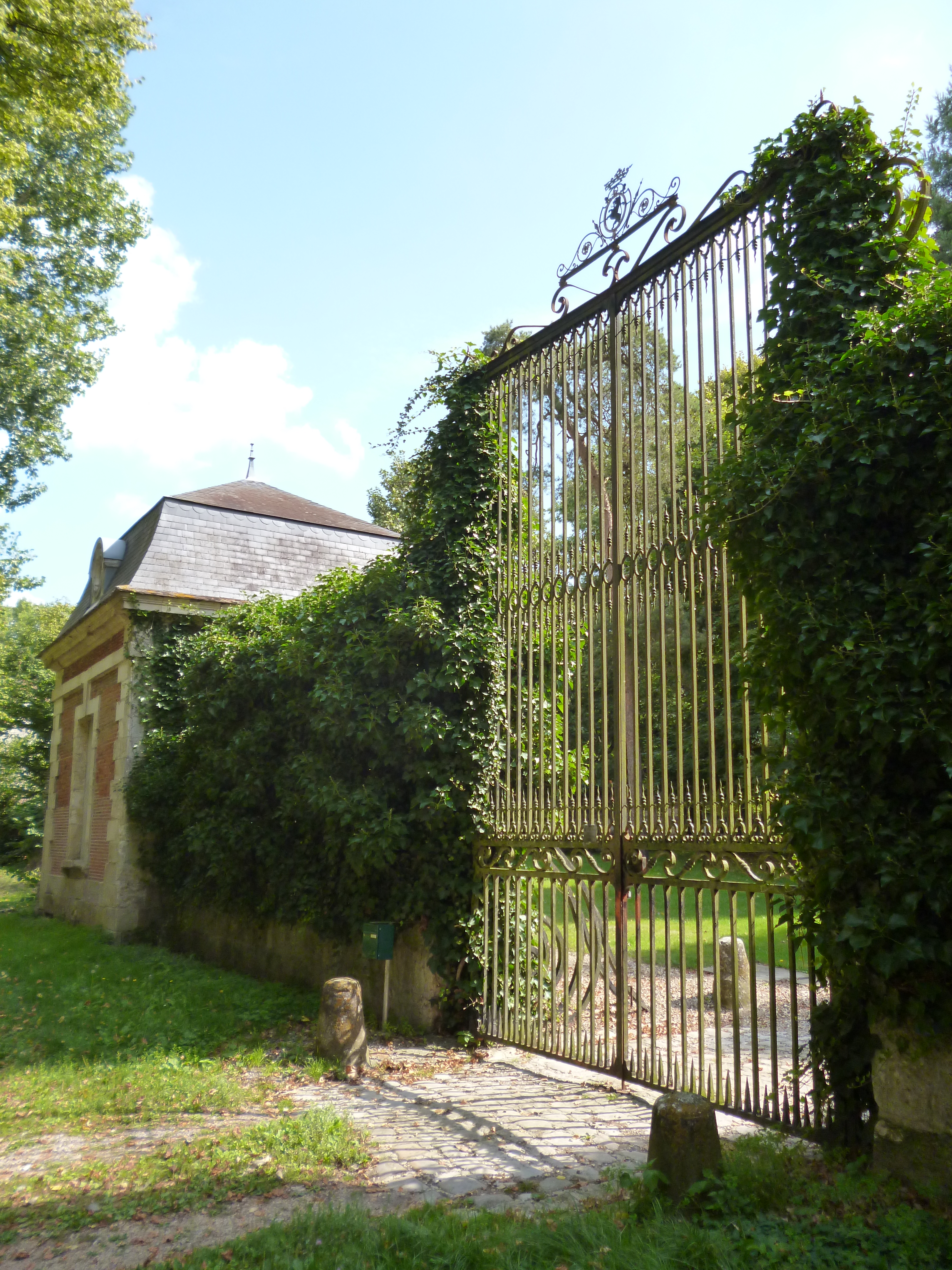
Eingang zum Schloss